# Apochthonius holsingeri
Apochthonius holsingeri är en spindeldjursart som beskrevs av William B. Muchmore 1967. Apochthonius holsingeri ingår i släktet Apochthonius och familjen käkklokrypare. Inga underarter finns listade i Catalogue of Life.